# Бока-ду-Акри (микрорегион)
Бока-ду-Акри (порт. Microrregião da Boca do Acre) — микрорегион в Бразилии, входит в штат Амазонас. Составная часть мезорегиона Юг штата Амазонас. Население составляет 48 798 человек (на 2010 год). Занимает площадь 65 612,336 км². Плотность населения — 0,74 чел./км².

## Демография
Согласно сведениям, собранным в ходе переписи 2010 г. Национальным институтом географии и статистики (IBGE), население микрорегиона составляет:
| Полное население                             | Полное население                             | Полное население                             | Полное население                             | 48 798 |
| -------------------------------------------- | -------------------------------------------- | -------------------------------------------- | -------------------------------------------- | ------ |
| в том числе:                                 | Городское население                          | 28 612                                       | Процент городского населения, %              | 58,63  |
|                                              | Сельское население                           | 20 186                                       | Процент сельского населения, %               | 41,37  |
|                                              | Мужское население                            | 25 437                                       | Процент мужского населения, %                | 52,13  |
|                                              | Женское население                            | 23 361                                       | Процент женского населения, %                | 47,87  |
| Плотность населения, чел/км²                 | Плотность населения, чел/км²                 | Плотность населения, чел/км²                 | Плотность населения, чел/км²                 | 0,74   |
| Население микрорегиона в % к населению штата | Население микрорегиона в % к населению штата | Население микрорегиона в % к населению штата | Население микрорегиона в % к населению штата | 1,40   |

## Состав микрорегиона
В составе микрорегиона включены следующие муниципалитеты:
1. Бока-ду-Акри
2. Пауини